# Villa Baumier
Pour les articles homonymes, voir Baumier (homonymie).
La villa Baumier est une maison bourgeoise située à Caen. Elle fait l’objet d’une inscription au titre des monuments historiques depuis le 11 septembre 2009.

## Histoire
À la fin du XIXe siècle, les coteaux au nord du centre-ville ancien de Caen sont en plein développement et de nombreuses villas sont construites pour la bourgeoisie caennaise. Au no 4 de l'avenue de Bagatelle, l'architecte Jacques Baumier se fait construire cette maison en 1883-1886 pour son usage personnel. L'architecte décède en 1886 dans son domicile de la rue aux Lisses (actuelle rue de Geôle) avant de pouvoir prendre possession des lieux.
Après le décès de Jacques Baumier, son fils René Jacques s'associe avec Auguste Nicolas, autre architecte très à la mode à Caen à cette époque, et reprend le cabinet d'architecte,.  Leur collaboration jusqu'en décembre 1896. L'agence occupait le petit bâtiment annexé au nord de la villa.
Pendant la Seconde Guerre mondiale, elle est le siège de l'État-major de la 716e division d'infanterie allemande. En 1945, elle devient la Maison du prisonnier et du déporté (Direction départementale des prisonniers de guerre, déportés et requis),.

## Architecture
La propriété est composée de deux bâtiments accolés : 
- le corps de logis principal composé d'un rez-de-chaussée en soubassement, le terrain étant en pente, surmonté de deux étages couverts par de hauts combles formant deux niveaux supplémentaires,
- une petite annexe au nord avec un niveau reposant sur un rez-de-chaussée en soubassement ; ce bâtiment, désormais transformé en cuisine, abritait à l'origine le cabinet d'architecte et les offices[A 4].

Cette imposante villa est un bon exemple de l'éclectisme architectural que l'on peut retrouver par ailleurs dans l'œuvre d'Eugène Viollet-le-Duc ; on retrouve sur sa façade principale une fenêtre à double meneau inspiré de la Renaissance, alors que les deux baies hautes et étroites de la salle à manger rappellent l'époque classique,. Le mélange de la pierre de Caen et de la brique, les lucarnes et le toit en pavillon s'inspirent du style Louis XIII. Sur le jardin, l'utilisation du pan de bois s'inscrit dans le mouvement du régionalisme normand que Jacques Baumier a profondément marqué. La pièce la plus marquante est le balcon d'angle dont la console est ornée d'un personnage faunesque. Les traits de ce personnage auraient été inspirés par ceux d'Auguste Nicolas.
Sont protégés au titre des monuments historiques :
- la villa en totalité ;
- les façades et les toitures de la maison annexe ;
- le mur de clôture et la grille d'entrée.

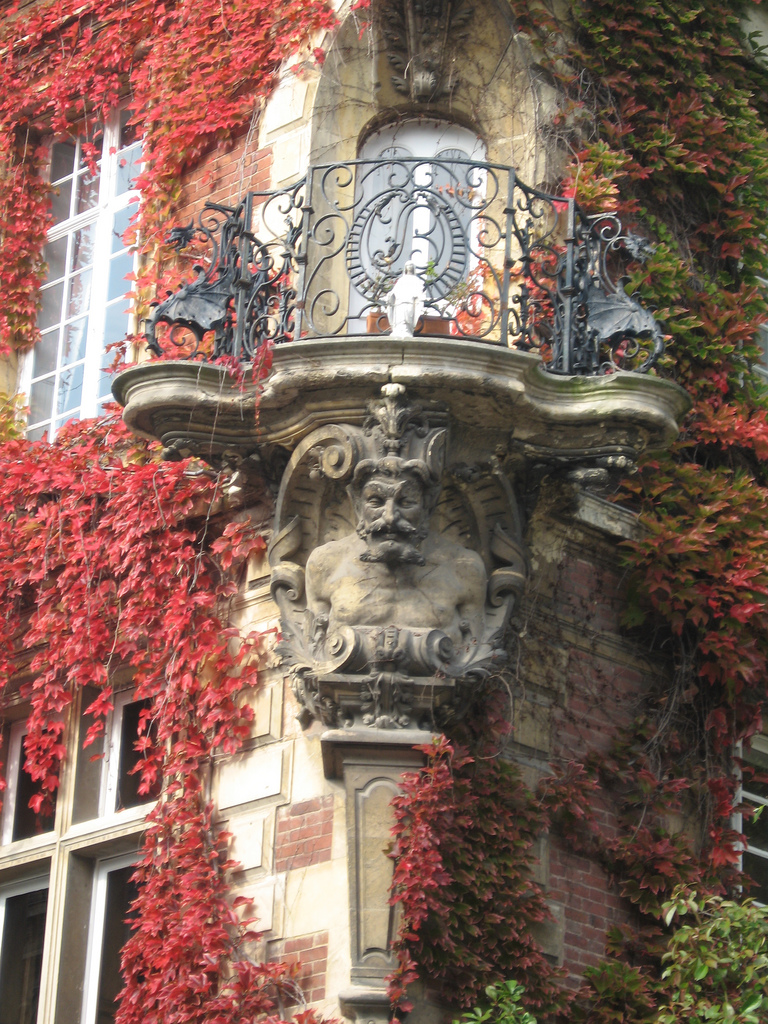
Balcon d'angle
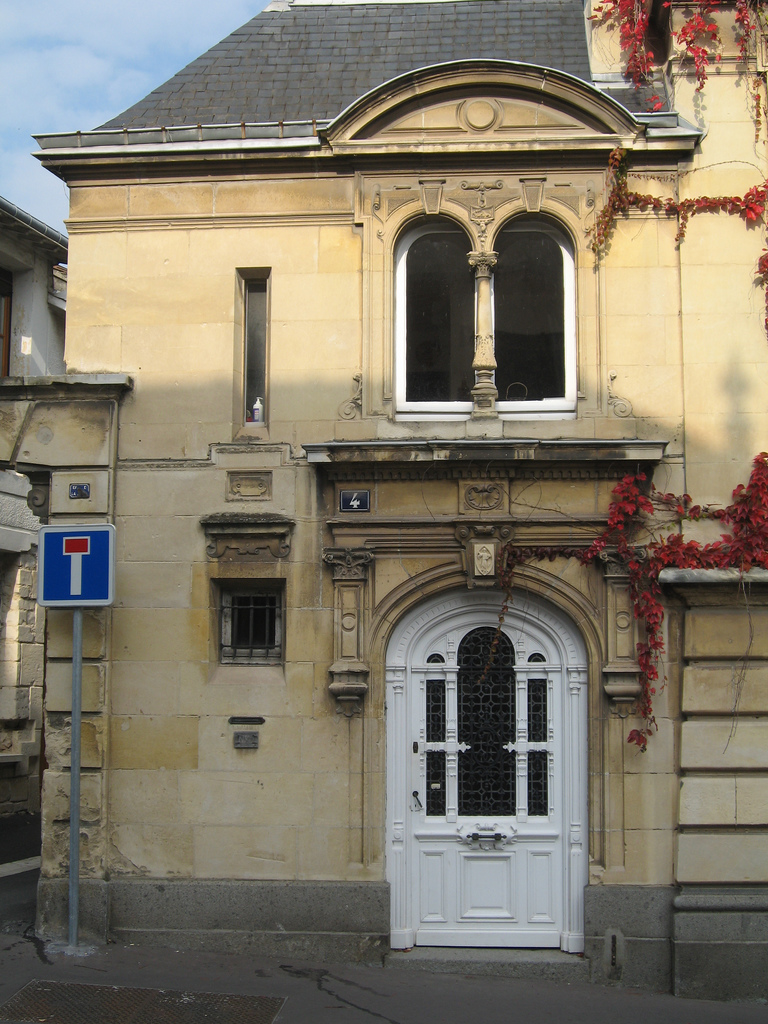
Ancien office